# غاري عسوس
غاري عسوس (بالفرنسية: Gary Assous)‏ هو لاعب كرة قدم فرنسي في مركز الوسط، ولد في 4 مارس 1988 في سارسيل في فرنسا. لعب مع نادي هبوعيل القدس.